# Cirolana kombona
Cirolana kombona är en kräftdjursart som beskrevs av Bruce 1986. Cirolana kombona ingår i släktet Cirolana och familjen Cirolanidae. Inga underarter finns listade i Catalogue of Life.